# Bumper Robinson
Larry Clarence (Bumper) Robinson II (Cleveland, 19 juni 1974) is een Afro-Amerikaans acteur en stemacteur.

## Werk (selectie)

### Filmografie
- White Man's Burden
- The Painting
- Behind Enemy Lines
- Brother Bear
- Mojave
- Enemy Mine
- Armored Core 4
- The Jacksons: An American Dream

### Televisie
- Night Court
- Days of our Lives (1987-1989)
- Amen
- Family Matters
- A Different World
- Generation X
- Touched by an Angel
- Sabrina, the Teenage Witch
- Sister Sister
- Three
- Cyberchase
- Living Single
- Grown Ups
- The Old Settler
- Webster
- The Parkers
- The Game (2007)

### Stem
- Teen Titans
- Scooby-Doo and the Ghoul School
- The Flintstone Kids
- Futurama
- Static Shock
- Teenage Mutant Ninja Turtles
- What's with Andy?
- Legion of Super-Heroes
- Transformers: Animated
- Jak 3
- Skylanders Giants (bouncer)
- Avengers Assemble
- The Walking Dead: Saints & Sinners (computerspel)
- Disney Infinity (computerspel)
- LEGO Dimensions (computerspel)